# 伊坦貝 (巴拉那州)
伊坦貝（葡萄牙語：Itambé）是一個位於巴西南部巴拉那州的市鎮